# Danilson Córdoba
Danilson Córdoba (ur. 6 września 1986) – kolumbijski piłkarz, reprezentant kraju. Obecnie występuje w Avispa Fukuoka.

## Kariera reprezentacyjna
W reprezentacji Kolumbii zadebiutował w 2007. W reprezentacji Kolumbii występował w latach 2007-2008. W sumie w reprezentacji wystąpił w 3 spotkaniach.

## Statystyki
| Reprezentacja Kolumbii | Reprezentacja Kolumbii | Reprezentacja Kolumbii |
| Rok                    | Mecze                  | Gole                   |
| ---------------------- | ---------------------- | ---------------------- |
| 2007                   | 2                      | 0                      |
| 2008                   | 1                      | 0                      |
| Razem                  | 3                      | 0                      |